# Everard Scheidius

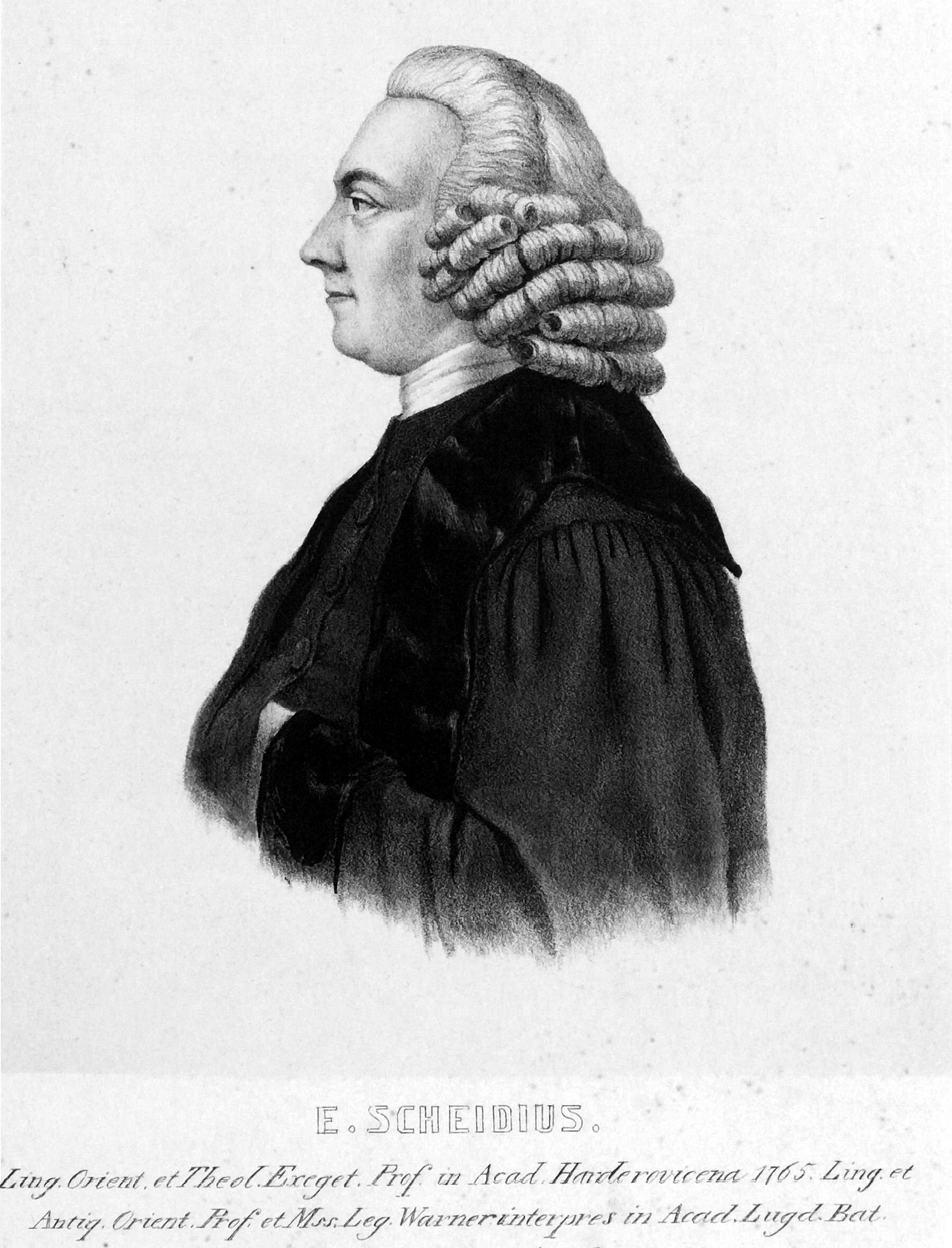
Everard Scheidius

Everard Scheidius (auch: Scheid; * 24. Dezember 1742 in Arnhem; † 27. April 1794 in Leiden) war ein niederländischer reformierter Theologe, Philologe und Orientalist.

## Leben
Der Sohn des Jan Philips Scheidius, studierte Theologie an der Universität Groningen bei Nicolaus Wilhelm Schroeder (1721–1798) und an der Universität Leiden bei Jan Jacob Schultens (1716–1778). Während jener Zeit hatte er eine besondere Vorliebe für orientalische Sprachen entwickelt. Nachdem er 1765 in Leiden zum Doktor der Theologie promoviert hatte, folgte er einem Ruf als außerordentlicher Professor der orientalischen Sprachen an die Universität Harderwijk, welches Amt er 1766 mit der Rede de abusu dialect. Oriental. in solida codic. Hebr. interpretatione non admittenda antrat.
1767 wurde er dort ordentlicher Professor der orientalischen Sprachen, welches Amt er mit der Rede oratio de fontibus lit. Arabicae in usum disciplinarum begann. 1769 war er Rektor der Alma Mater und übernahm am gleichen Tag die Professur für philologisch-exegetischen Theologie des Alten Testaments. 1780 wurde die Professur um das Neue Testament erweitert. Nachdem Herman Tollius (1742–1822) 1776 aus der Harderwijker Hochschule gegangen war, hatte er auch obligatorisch den Lehrstuhl der griechischen Sprache inne, bevor man in Cornelis Willem de Rhoer einen Nachfolger für diese Position fand.
Nachdem er 1782 abermals zum Rektor der Harderwijker Hochschule gewählt worden war, wechselte er nach dem Tod von Schultens 1793 an die Universität Leiden, als dessen Nachfolger und er hielt auf seinen einstigen Lehrer die Rede Oratio de eo quod Schultensii post immortalia erga literas orientales merita posteris agendum reliquerint (Leiden 1794). Scheidius der schon lang vor seiner Leidener Berufung kränkelte, wurde die neue Belastung zu viel, und er starb an Überarbeitung.

## Wirken
Scheidius hatte eine arabische Sprachlehre nach Nikolaus Wilhelm Schröders Programma academicum de antiqua linguae arabicae origine, sowie eine grammatikalische Enzyklopädie der griechischen Sprache (Etymologicum Linguae Graecae) von Johann Daniel van Lennep (1724–1771) fortgesetzt und weiterhin ein Lexikon der hebräischen und caldischen Typografie (Lexicon Hebraico-Chaldaicum manuale) erarbeitet, welches nach seinem Tod 1805 und 1810 überarbeitet herausgebracht wurde. Er bearbeitete den samaritischen Text der fünf Bücher Mose. und hatte sich durch eine umfangreiche Sammlung von Manuskripten, die er sich aus dem Orient zu beschaffen wusste, große Verdienste erworben.

## Werke (Auswahl)
- Ad quaedam V.T. loca. Gron. 1764. 4o., ook in Sylloge Dissertationum sub Praeside A. Schultensii, J.J. Schultensii et N.G. Schroederi defens. Leiden et Leov. 1772, 1775.
- Ad Canticum Hiskiae. Leiden 1765
- Oratio de abusu Dialectorum Orientalium in solida Codicis Hebraei interpretatione non committendo. Harderwijk 1766
- Oratio de fontibus literaturae Arabicae apertis in usum disciplinarum latius multo recludendis. Harderwijk 1767
- Abu Becri Muhammedis Ibn Hoseini Ibn Doreidi Azdaansi Poëmation. Harderwijk 1768
- Dissertatio Theologico-Exegetica ad Canticum Hiskiae, Jesaiae XXXVIII. 9–20. Accesserunt Specimen Observationum ad quaedam loca V.T. et tres orationes Academicae Lugdun. Batav. Leiden 1769
- Zie Nova Act. erud. 1770. Decembri p. 529–542. Theses philol. ad Cod. S.V.T. Harderwijk 1765–1768.
- Schediasmata phillol. ad linguae Hebr. sacraque cod. V.T. promovenda studia. Harderwijk 1771.
- Abu Nasri Ismaelis Ebn Hammad Al Giaubari Tarabiensis purioris sermonis Arabici Thesaurus, sive Lexicon Arabicum Particula I.e Codicibus Msc. summa fide editum, et versione latina instructum. Harderwijk 1774–76
- Observationis Etymologicae Linguae Hebraeae stirpes quibus primaevae strictim explicantur. Harderwijk 1772
- Selecta ex Sententiis Proverbiisque Arab. ab Erpenio olim editis. Leiden 1779
- Primae lineae institutionis Arabicae. Leiden 1779
- Specimen Hermeneuticum exhibens Libri Geneseos Cap. IV. 1–12 ad fidem Codicum Msctorum versionumque antiquarum emendavit. Harderwijk 1783
- Jo Christophori Struchtmeyeri Rudimenta linguae Graecae maximam partem excerpta ex Joannis Verweyi nova via docendi graeca, ad Systema Analogiae a Tiberio Hemsterhusio primum inventae, ab eruditissimis vero summi huius viri discipulis latius deinceps explicatae effinxit et passim emendavit Ever. Scheidius. Accessit etiam Everardi Lubini Clavis Linguae Graecae. Zutphen 1784
- Ebn Doreidi Katsyda, sive Idyllium Arabicum, Arabice et Latine, cum Scholiis. Harderwijk 1786
- Specimina Hermeneut. exhibentia Genes. I-V:12; idem Jes. I. et II. Harderwijk 1780–1783
- Opusculorum de ratione studii Pars prima et altera, cura Everardi Scheidii. Traiecti et Harderwijk 1786, 1790
- Pars posterior. Leiden 1792
- L.C. Valckenaerii Observationes Academicae, quibus via munitur ad Origines graecas investigandas, Lexicorumque defectus resarciendos: et Jo. Daniel a Lennep Praelectiones Academicae de Analogia Linguae Graecae, sive rationum Analogicarum Linguae Graecae Expositio, ad exempla Mss. recensuit, suasque animadversionibus adjecit Everard. Scheidius. Traj. ad Rhen. 1790
- Jo. Daniel. a Lennep Etymologicum Linguae Graecae, sive Observationes ad singulas verborum nominumque stirpes secundum ordinem Lexici compilati olim a Joanne Scapula. Editionem curavit, atque Animadversiones cum aliorum, tum suas adjecit Everard. Scheidius, cuius praemissa sunt quoque Prolegomena de Lingua Latina, ope Linguae Graecae illustranda, adiectusque est index Etymologicus praecipuaram vocum latinarum Pars prior et posterior. Traj. ad Rhen. (Arnhem?) 1790
- De ratione studii commentationes Joachimi Fortii Ringelbergii, Desid. Erasmi, M.A. Mureti, G.J. Vossii, C. Barlaei etc. cum Dav. Ruhnkenii Elogio Tib. Hemsterhusii Pars I. II. III. Harderwijk und Leiden 1786–1792
- Franc. Sanctii Brocensis Minerva, seu de causis Linguae Latinae Commentarius post G. Scioppium et Jac. Perizonium perpetuis uberrimisque Animadversionibus ab Ever. Scheidio illustratus. Traj. ad Rhen. 1795
- Oratio de eo, quod Schultensii post immortalia erga literas orientales merita, posteris agenda reliquerint. Leiden 1794
- Het boek Genesis met de gewone Ned. vertaling - met bijgevoegde aanteekeningen opgehelderd. no. 1 en 2. Haarlem 1787, 1780.
- W. Green, Dichtstukken van het O.T. met aanteekeningen van E. Scheidius Iste D. Utrecht 1787.
- Zijn Hebreeuwsch woordenboek tot het laatste gedeelte der letter נ door hem bewerkt, is door J.J. Groenewoud uitgegeven, onder den titel: Lexicon Hebr. et Chald. manuale in Cod. s.V.T. 2 Tom. Traj. ad Rhen. 1805, 1810